# Кінний спорт на літніх Олімпійських іграх 1996

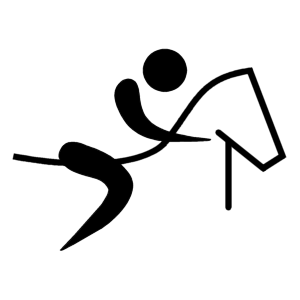

Змагання з кінного спорту на літніх Олімпійських іграх 1996 в Атланті тривали з 23 липня до 4 серпня в Міжнародному кінному парку Джорджії в Конієрсі, за 50 км від Атланти. В програмі було три види кінного спорту: виїздка, триборство і конкур. Кожен з них поділявся на індивідуальні та командні змагання, тобто загалом розіграно 6 комплектів нагород. Уперше в олімпійській історії ідивідуальні й командні змагання відбулися як окремі змагання, а вершникам було дозволено взяти участь в них обох. Цей формат протриває до Олімпійських ігор 2000.

## Медальний залік
| Дисципліна               | Золото | Срібло | Бронза |
| ------------------------ | --- | --- | --- |
| Індивідуальна виїздка    | Ізабелль Верт і Gigolo (GER) | Анкі ван Грунсвен і Bonfire (NED)                                                                                                | Свен Ротенберґер і Weyden (NED) |
| Командна виїздка         | Німеччина (GER) Клаус Балькенголь і Goldstern Мартін Шаудт і Durgo Моніка Теодореску і Grunox Ізабелль Верт і Gigolo                    | Нідерланди (NED) Тінеке Бартелс і Barbria Анкі ван Грунсвен і Bonfire Свен Ротенберґер і Weyden Ґоннелін Ротенберґер і Gonnelien | США (USA) Роберт Довер і Metallic Мішелл Ґібсон і Peron Стеффен Петерс і Udon Ґюнтер Зайдель і Graf George                             |
| Індивідуальне триборство | Блайт Тейт і Ready Teddy (NZL) | Саллі Кларк і Squirrel Hill (NZL)                                                                                                | Керрі Міллікін і Out and About (USA)                                                                                                   |
| Командне триборство      | Австралія (AUS) Венді Шеффер і Sunburst Джилліан Ролтон і Peppermint Grove Ендрю Гой і Darien Powers Філліп Даттон і True Blue Girdwood | США (USA) Карен О'Коннор і Biko Девід О'Коннор і Giltedge Брюс Девідсон і Heyday Джилл Геннеберґ і Nirvana                       | Нова Зеландія (NZL) Блайт Тейт і Chesterfield Ендрю Ніколсон і Jaggermeister II Вон Джефферіс і Bounce Вікторія Латта і Broadcast News |
| Індивідуальний конкур    | Ульріх Кірхофф і Jus De Pommes (GER) | Вільгельм Мелліґер і Calvaro V (SUI)                                                                                             | Александра Ледерманн і Rochet M (FRA)                                                                                                  |
| Командний конкур         | Німеччина (GER) Франке Слотгак і Joly Coeur Ларс Ніберґ і For Pleasure Ульріх Кірхофф і Jus De Pommes Лудгер Бербаум і Ratina Z         | США (USA) Пітер Леоне і Legato Леслі Берр-Говард і Extreme Енн Курсінскі і Eros Майкл Р. Матц і Rhum                             | Бразилія (BRA) Луїс Феліпі ді Азеведу і Cassiana Алвару ді Міранда Нету і Aspen Андре Жоаннпетер і Calei Родріго Пессоа і Tomboy       |

## Таблиця медалей
| Місце               | Країна              | Золото | Срібло | Бронза | Загалом |
| ------------------- | ------------------- | ------ | ------ | ------ | ------- |
| 1                   | Німеччина (GER)     | 4      | 0      | 0      | 4       |
| 2                   | Нова Зеландія (NZL) | 1      | 1      | 1      | 3       |
| 3                   | Австралія (AUS)     | 1      | 0      | 0      | 1       |
| 4                   | США (USA)           | 0      | 2      | 2      | 4       |
| 5                   | Нідерланди (NED)    | 0      | 2      | 1      | 3       |
| 6                   | Швейцарія (SUI)     | 0      | 1      | 0      | 1       |
| 7                   | Бразилія (BRA)      | 0      | 0      | 1      | 1       |
| 7                   | Франція (FRA)       | 0      | 0      | 1      | 1       |
| Загалом (8 збірних) | Загалом (8 збірних) | 6      | 6      | 6      | 18      |